# Lucía Gutierrez Moreno
Lucía Gutierrez Moreno, conocida deportivamente como Guti, (Getafe, España, 21 de enero de 1999) es una jugadora española de fútbol sala. Juega de pívot y su equipo actual es la CD Leganés FS de la Primera División de fútbol sala femenino de España.

## Trayectoria
Comenzó cuando era benjamín en CD Leganés FS jugando en la categoría infantil, que era la más baja que tenía el club en aquella época, fue pasando por todas las categorías del club hasta que en la temporada 2017-18 debuta en primera división. Ha jugado también en las diferentes categorías de la selección madrileña de fútbol sala. Ha ganado la liga y copa de Madrid en infantil, cadete y juvenil, además el campeonato de España juvenil en 2018 y el campeonato universitario en 2021y campeona Europea universitaria en 2022 en Polonia.

## Selección española
En mayo de 2021 fue convocada por la selección española sub-21 para unas jornadas de preparación celebradas en la provincia de Málaga.

## Estadísticas
Clubes
 Actualizado al último partido jugado el 6 de junio de 2023.
| Club | Div.          | Temporada     | Liga  | Liga  | Liga       | Liga      | Copas nacionales(1) | Copas nacionales(1) | Copas nacionales(1) | Copas nacionales(1) | Torneos internacionales(2) | Torneos internacionales(2) | Torneos internacionales(2) | Torneos internacionales(2) | Total(3) | Total(3) | Total(3)   | Total(3)  |
| Club | Div.          | Temporada     | Part. | Goles | Amonestado | Expulsado | Part.               | Goles               | Amonestado          | Expulsado           | Part.                      | Goles                      | Amonestado                 | Expulsado                  | Part.    | Goles    | Amonestado | Expulsado |
| --- | ------------- | ------------- | ----- | ----- | ---------- | --------- | ------------------- | ------------------- | ------------------- | ------------------- | -------------------------- | -------------------------- | -------------------------- | -------------------------- | -------- | -------- | ---------- | --------- |
| CD Leganés FS · España |               |               |       |       |            |           |                     |                     |                     |                     |                            |                            |                            |                            |          |          |            |           |
| 1.ª |               |               |       |       |            |           |                     |                     |                     |                     |                            |                            |                            |                            |          |          |            |           |
| 2017-18 | 21            | 12            | 1     | 0     | -          | -         | -                   | -                   | -                   | -                   | -                          | -                          | 21                         | 12                         | 1        | 0        |            |           |
| 2018-19 | 12            | 1             | 1     | 0     | -          | -         | -                   | -                   | -                   | -                   | -                          | -                          | 12                         | 1                          | 1        | 0        |            |           |
| 2019-20 | 23            | 15            | 1     | 0     | 2          | 2         | 0                   | 0                   | -                   | -                   | -                          | -                          | 25                         | 17                         | 1        | 0        |            |           |
| 2020-21 | 24            | 20            | 5     | 0     | 2          | 4         | 0                   | 0                   | -                   | -                   | -                          | -                          | 26                         | 24                         | 5        | 0        |            |           |
| 2021-22 | 30            | 21            | 2     | 0     | 1          | 2         | 1                   | 0                   | -                   | -                   | -                          | -                          | 31                         | 23                         | 3        | 0        |            |           |
| 2022-23 | 29            | 19            | 2     | 0     | 1          | 2         | 0                   | 0                   | -                   | -                   | -                          | -                          | 30                         | 21                         | 2        | 0        |            |           |
| Total club | Total club    | 139           | 88    | 12    | 0          | 6         | 10                  | 1                   | 0                   | -                   | -                          | -                          | -                          | 145                        | 98       | 13       | 0          |           |
| Total carrera | Total carrera | Total carrera | 139   | 88    | 10         | 0         | 6                   | 10                  | 1                   | 0                   | -                          | -                          | -                          | -                          | 145      | 98       | 13         | 0         |
| (1) Incluye datos de Copa de España / Supercopa de España. (2) Incluye datos de Campeonato de Europa de Clubes. (3) No incluye datos de partidos amistosos. |               |               |       |       |            |           |                     |                     |                     |                     |                            |                            |                            |                            |          |          |            |           |

## Palmarés y distinciones
- Campeonato juvenil de España: 1

2018.
- Campeonato de España universitario: 1

2021.
- Campeona de Europa universitaria: 2

2022, 2023.